# Zugdidi
Zugdidi (in georgiano ზუგდიდი?; in mengrelio: ზუგდიდი o ზუგიდი) è una città della Georgia nella provincia storica georgiana occidentale di Mingrelia (Samegrelo). Si trova nel nord-ovest di quella provincia, 318 chilometri a ovest della capitale Tbilisi, a 30 km dalla costa del Mar Nero e a 30 km dalla catena dei monti Egrisi ad un'altitudine di 100–110 metri sul livello del mare. Zugdidi è il capoluogo di una delle 9 Mkhare (regioni) del paese, la Mingrelia-Alta Svanezia, formata dalle due province storiche della Mingrelia e della Svanezia (chiamata anticamente Suaneti o Suanir).
La città funge da residenza del metropolita di Zugdidi e dell'Eparchia di Zugdidi e Tsaishi della Chiesa apostolica autocefala ortodossa georgiana.
Il nome Zugdidi significa "grande collina" nella lingua locale.

## Sport

### Calcio
La squadra principale della città è il Sapekhburto K'lubi Zugdidi.